# Garibaldo Affanni
Garibaldo Affanni (Parma, 5 marzo 1861 – Buenos Aires, 17 novembre 1917) è stato uno scultore italiano.
Nipote del pittore Ignazio Affanni, studiò all'Accademia di Belle Arti di Parma, allievo di Agostino Ferrarini. Appena quindicenne partecipò con l'opera Un putto che impara a leggere ad un concorso di belle arti a Parma mettendosi in evidenza; la stessa opera fu successivamente esposta a Roma. Nel 1887 lavorò, nel Cimitero della Villetta, sempre a Parma, al monumento funebre per Anita Ceresini, e fu autore del monumento all'onorevole Enrico Arisi.
Trasferitosi nel 1888 in Argentina, si stabilì a Buenos Aires, dove aprì uno studio e dove realizzò monumenti a Garibaldi, a Umberto I e al finanziere Tornquist. Sue opere sono ubicate nel Museo histórico nacional di Buenos Aires.
Morì a Buenos Aires nel 1917.